# Microprotus acutispinatus
Microprotus acutispinatus is een pissebed uit de familie Munnopsidae. De wetenschappelijke naam van de soort is voor het eerst geldig gepubliceerd in 1989 door Wilson, Kussakin & Vasina.